# Caroline Peters
Pour les articles homonymes, voir Peters.
Caroline Therese Aksinia Peters, née le 7 septembre 1971 à Mayence, est une actrice allemande de théâtre, de cinéma et de télévision.
Elle fait partie de la troupe du Burgtheater de Vienne. Elle est surtout connue pour son rôle de policière de haut niveau déplacée contre son gré dans un petit village de l'Eifel, dans la série télévisée policière humoristique Mord mit Aussicht (de). Au cinéma, elle a joué entre autres dans Der Vorname (de), une adaptation du film Le Prénom.
Elle a été récompensée entre autres par le prix Adolf-Grimme et a été nommée deux fois « acteur de l'année » par la revue Theater heute.

## Biographie
Caroline Peters est la fille du psychiatre Uwe Henrik Peters (de) et de la spécialiste de la littérature Johanne Peters, née Schuchardt. Elle grandit à Mayence puis à Cologne. Elle étudie ensuite l'art dramatique à l'école de musique et de théâtre de la Sarre (de) à Sarrebruck.
Elle obtient son premier rôle en 1995 au Schaubühne de Berlin. À partir de 1999, elle joue au Deutsches Schauspielhaus de Hambourg et au Schauspielhaus de Zurich. Depuis 2004, elle est membre de la troupe du Burgtheater de Vienne. En 2006, elle obtient le Prix Nestroy du meilleur rôle secondaire pour son rôle dans Höllenangst (de) de Johann Nestroy.
Elle fait ses débuts à la télévision en 1998. C'est surtout le rôle principal dans la série policière humoristique Mord mit Aussicht (de) entre 2008 et 2014 qui la rend connue.
Elle joue également dans des pièces radiophoniques et au cinéma.
Elle vit à Vienne et passe beaucoup de temps à Cologne, où elle tourne souvent, ainsi qu'à Berlin chez ses frères et sœurs.

## Filmographie

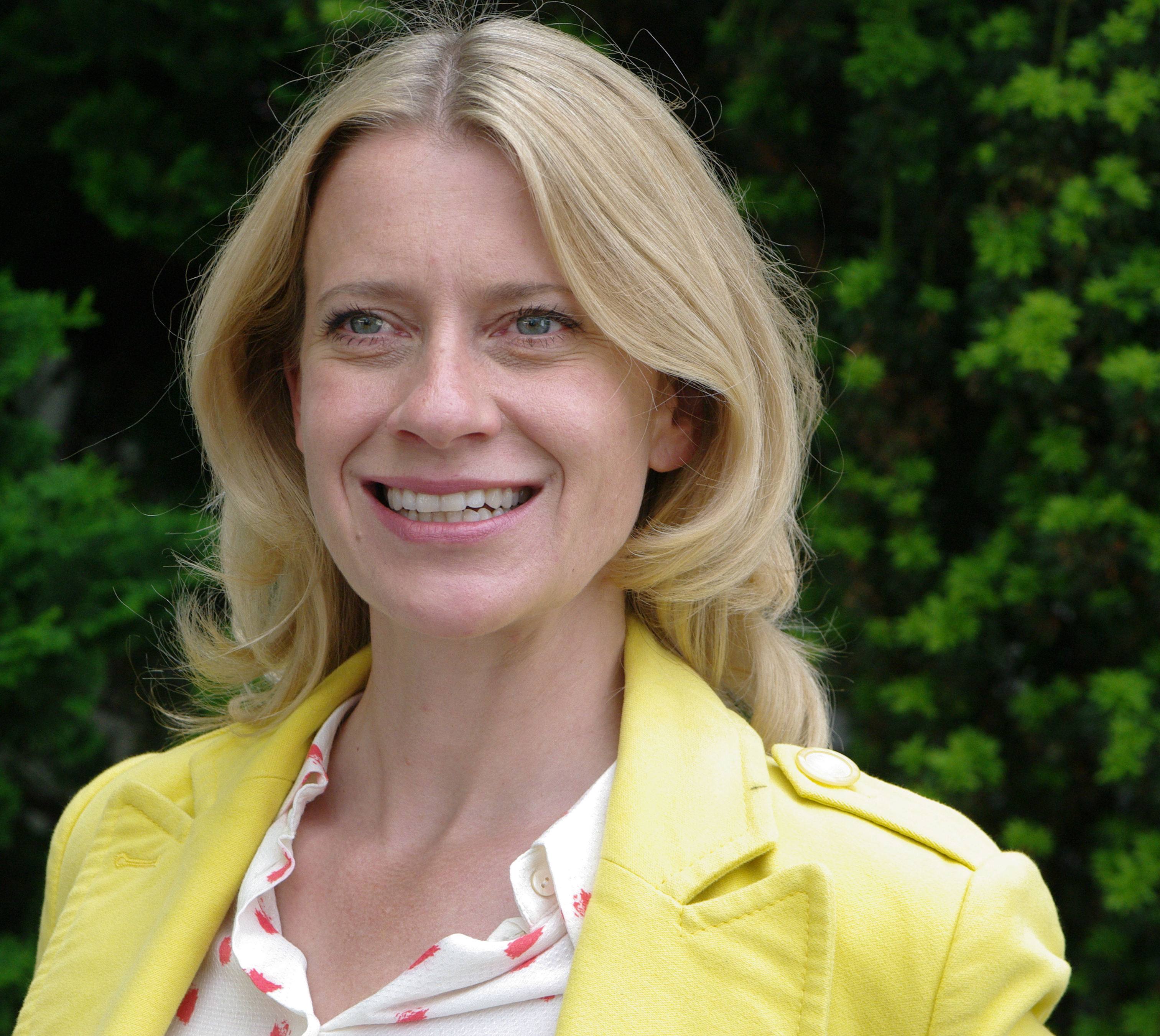
Caroline Peters sur le plateau de Mord mit Aussicht, 2014.

### Télévision
- 1998 : Der Pirat, téléfilm
- 1999 : En quête de preuves (Im Namen des Gesetzes), série télévisée, épisode Preis der Wahrheit
- 2001 : Schluss mit lustig!, téléfilm
- 2003 : Tatort, série télévisée, épisode Dreimal schwarzer Kater
- 2004 : Die Ärztin, téléfilm
- 2005 : Arnies Welt (de), téléfilm
- 2005 : Polizeiruf 110, série télévisée, épisode Vergewaltigt
- 2005 : Stromberg (de), série télévisée, épisode Der Kurs
- 2005 : Wilsberg (de), série télévisée, épisode Todesengel
- 2007 : Un seul comprimé (Contergan), téléfilm en 2 parties
- 2007 : Der Dicke, série télévisée, épisode Große Pläne
- 2007 : Höllenangst, téléfilm
- 2008 : Die Zofen, téléfilm
- 2008 : König Lear, pièce filmée
- 2008-2014 : Mord mit Aussicht, série telévisée
- 2009 : Ein Schnitzel für drei, téléfilm
- 2009 : Schlaflos, téléfilm
- 2010 : Luises Versprechen, téléfilm
- 2013 : Im Netz, téléfilm
- 2015 : Süßer September, téléfilm
- 2015 : Ein Mord mit Aussicht (de), téléfilm
- 2016 : Seitensprung mit Freunden, téléfilm
- 2017 : Kalt ist die Angst, téléfilm
- 2017 : Zweibettzimmer, téléfilm
- 2023 : Deux femmes pour un magot (Zwei Gegen die Bank), téléfilm

### Vidéo à la demande
- 2018 : Mute, film sur Netflix

### Cinéma
- 2001 : Feudelfeuer de Daniel Petersen (de), court-métrage
- 2003 : Über Nacht de Horst Krassa et Christoph Schrewe (de)
- 2004 : Tu marcheras sur l'eau (ללכת על המים) d'Eytan Fox
- 2004 : Schöne Frauen (de) de Sathyan Ramesh
- 2006 : November Sonne d'Yvonne Brandl, court-métrage
- 2006 : Prinzessin (de) de Birgit Grosskopf
- 2008 : Torpedo de Helene Hegemann
- 2009 : UmDeinLeben de Gesine Danckwart (de)
- 2013 : Kalte Probe de Christine Lang et Constanze Ruhm
- 2014 : Die Abmachung de Peter Bösenberg (de)
- 2016 : Lait et Charbon (Junges Licht) d'Adolf Winkelmann
- 2018 : Womit haben wir das verdient? (de) d'Eva Spreitzhofer (de)
- 2018 : Der Vorname (de) de Sönke Wortmann